# آنا هاپکین
آنا هاپکین (انگلیسی: Anna Hopkin؛ زادهٔ ۲۴ آوریل ۱۹۹۶) شناگر زن اهل بریتانیا است.
وی در مسابقات کشوری و بین‌المللی در مجموع برندهٔ ۵ مدال طلا، ۱ مدال نقره، ۲ مدال برنز شده‌است.